# 1939–1940-es magyar jégkorongbajnokság
A 4. első osztályú jégkorong bajnokságban öt csapat indult el. A mérkőzéseket 1939. december 11. és 1940. január 31. között rendezték meg a Városligeti Műjégpályán.
Ebben a szezonban indultak először vidéki csapatok is, mégpedig az első bécsi döntés értelmében visszacsatolt területekről a Kassai AC és az Ungvári AC. A megnövekedett létszám, és a költséges utazások miatt számukra külön vidéki bajnokságot hoztak létre. A fővárosi csapatok mérkőzéseit pedig a budapesti körzetben játszották le. Végül a két körzet legjobbjai megküzdöttek volna az országos bajnoki címért, ám a döntő összecsapás elmaradt. Így a bajnoki címet a szövetség a Budapesti Korcsolyázó Egyletnek ítélte oda.
A vidéki körzet találkozói közül csupán egynek az eredményéről maradt fel hiteles információ. 1940 januárjában csapott össze a két vidéki csapat Kassán. A mérkőzést a hazai csapat nyerte meg 8:0-ra.

## A budapesti körzet végeredménye
|    | Csapat          | M | GY | D | V | GK   | Pont |
| -- | --------------- | - | -- | - | - | ---- | ---- |
| 1. | BKE             | 4 | 3  | 0 | 1 | 18–5 | 6    |
| 2. | BBTE            | 4 | 3  | 0 | 1 | 9–6  | 6    |
| 3. | Ferencvárosi TC | 4 | 0  | 0 | 4 | 0–16 | 0    |

## A bajnokság végeredménye
1. Budapesti Korcsolyázó Egylet

2. Budapesti Budai Torna Egylet

3. Ferencvárosi TC

## A BKE bajnokcsapata
Békesi Pál, Hircsák István, Endrei Tamás, Farkas István, Gosztonyi-Goszleth Béla, Hubai István, Hűvös István, Jeney Zoltán, Margó György, Miklós Sándor, Minder Sándor